# Guyun
Guyun (kinesiska: 古云镇, 古云) är en köping i Kina. Den ligger i provinsen Shandong, i den östra delen av landet, omkring 170 kilometer sydväst om provinshuvudstaden Jinan. Antalet invånare är 50717. Befolkningen består av 24 720 kvinnor och 25 997 män. Barn under 15 år utgör 15,0 %, vuxna 15-64 år 76 %, och äldre över 65 år 8,0 %.
Genomsnittlig årsnederbörd är 623 millimeter. Den regnigaste månaden är juli, med i genomsnitt 194 mm nederbörd, och den torraste är januari, med 3 mm nederbörd.